# 男性愛と女性愛
男性愛/男性向（だんせいあい/だんせいこう、英：Androphilia）と女性愛/女性向（じょせいあい/じょせいこう、英：Gynephilia）は、性的指向を説明するために行動科学で使用される用語であり、性別二元制による同性愛者と異性愛者の概念化への代替用語として使用される。男性愛/男性向は、男性および/または男らしさに対する性的魅力を指す。女性愛/女性向は、女性および/または女らしさに対する性的魅力を指す。アンビフィリア（英：Ambiphilia）は、特定の個人における男性愛/男性向と女性愛/女性向の両方の組み合わせ、または両性愛を指す。
この用語は、性別の割り当てや性同一性をその人に帰することなく、その人の魅力の対象を特定するために使用される。これらは、インターセックス、トランスジェンダー、ノンバイナリー（Xジェンダー）の人々を説明するときに使用される場合がある。

## 参照
1. ↑  Schmidt J (2010). Migrating Genders: Westernisation, Migration, and Samoan Fa'afafine. Ashgate Publishing, Ltd., p. 45, ISBN 978-1-4094-0273-2
2. ↑  Diamond M (2010). Sexual orientation and gender identity. In Weiner IB, Craighead EW eds. The Corsini Encyclopedia of Psychology, Volume 4. p. 1578. John Wiley and Sons, ISBN 978-0-470-17023-6
3. ↑  Turban J, de Vries ALC, Zucker KJ, & Shadianloo S (2018). Transgender and gender non-conforming youth. The International Association for Child and Adolescent Psychiatry and Allied Professions, p. 3. Accessed 31 August 2022.